# Médecine environnementale
La médecine environnementale, est un domaine pluridisciplinaire du secteur santé-environnement, associant la médecine, les sciences de l'environnement, la chimie et d'autres disciplines. 
Cette discipline peut avoir une dimension prospective et éventuellement parfois invoquer le principe de précaution ; un lien peut-être détecté ou fortement suspecté sans que les  mécanismes de cause à effet soient précisément compris, ce qui permet quand même de traiter le problème en supprimant la cause. 

## Contenu
La portée de ce domaine associe l'étude des interactions entre l'environnement et la santé humaine, la cause de maladie comme le résultat (pour tout ou partie selon les cas) de facteurs environnementaux comprenant des agents physiques, biologiques, chimiques et technologiques.

## Moyens
Ce sont ceux de l'épidémiologie et de l'écoépidémiologie, qui peuvent s'appuyer sur des moyens de biosurveillance (voir bioindicateurs) compétences environnementales et des études et enquête confrontant statistiquement la description d’un état sanitaire (d'un individu ou d’une population) à différents indicateurs environnementaux et/ou sociodémographiques (état, pression, réponse).
Aux États-Unis les CDC ont mis en place des infrastructures et des bases de données permettant d'affiner le domaine santé-environnement. En France, le PNSE a suggéré comme première et seconde proposition une « coordination nationale » et un « schéma directeur interministériel des systèmes d’information en santé-environnement », s'inspirant du modèle du schéma national établi aux États-Unis pour et avec les CDC et susceptible - en France - de s'appuyer sur des réseaux régionaux ou interrégionaux à développer (dont le réseau FRANCIM des registres français, le réseau des associations de Association agréée de surveillance de la qualité de l'air  chargées de la surveillance de la qualité de l'air, …). Le PNSE a aussi suggéré d'associer en amont les chercheurs, de manière à intégrer les éléments leur étant utiles, dès la mise en place d’une base de données administrative.

## Freins et difficultés
Outre le manque de moyens humains et financiers en matière de recherche et développement, d'enseignement, de surveillance et de collecte de donnée, la médecine environnementale est confrontée à quelques problèmes liés à la nature même de la discipline :
- grande complexité intrinsèque de l'environnement (boucles complexes de rétroaction en particulier)...
- les bases de données environnementales ont été créées avec d'autres objectifs que médicaux. Elles sont par ailleurs souvent jeunes et donc incomplètes, ou temporellement insuffisantes pour produire des séries statistiques suffisantes du point de vue de l'évolution spatiotemporelle par exemple, ou pour décrire des maladies qui apparaissent longtemps après l'exposition à un toxique (cancer, tumeur, malformations congénitales, etc.)
- le nombre de données médicales (et leur codification) dans les bases de données médico-administratives sont souvent insuffisant pour un usage pratique en santé-environnementale, ce qui génère des coûts secondaires de validation et/ou d'interprétation des données.
- certaines données environnementales et contextuelles individuelles, qu'il serait utile de croiser avec des données médicales et écoépidémiologique sont inaccessibles ou difficiles d'accès, n'ayant jamais été enregistrées, ou étant mal standardisées et/ou étant protégées (protection de la vie privée (notamment régie par la CNIL en France), secret médical, etc.).
- enfin, malgré une interopérabilité en cours d'amélioration, de manière générale, outre que la disponibilité et la qualité des données sont très variables selon les contextes et les époques, la qualité ou l'absence de métadonnées, le manque d'identifiants communs et de géocodage standardisé, ou un « décalage » spatial temporel ou spatiotemporel entre les séries statistiques ou les cartes SIG rendent les comparaisons difficiles.

Pour ces raisons, les chercheurs doivent donc souvent faire un lourd et long travail d'harmonisation des données, d'extrapolation et/ou d'estimations de données manquantes, de changement d’unité et d'échelles spatiale et/ou temporelle qui conduisent à des compromis qualitatifs et/ou quantitatifs. Parfois ils doivent construire une nouvelle base de données ad hoc, et un protocole de monitoring. 

Ceci implique d'utiliser des modèles avec des taux d'approximation parfois encore très élevés par rapport à un idéal théorique possible. Les règles de confidentialité pour les données individuelles (nominatives) de santé ou à caractère administratif nécessitent un travail direct avec le gestionnaire de la base de données qui n'a pas toujours ni le temps suffisant, ni la formation lui permettant de saisir au mieux les enjeux et intérêts de sa base de données, en matière de santé-environnement.

## Conditions de réussite
Selon le PNSE français, il faut ;
- limiter les risques de biais statistiques, de mauvaises interprétations et de certaines erreurs. Ceci implique la mise en place de référentiels communs (partagés et donc négociés et expliqués) entre les bases de données.
- améliorer, standardiser et normaliser le géocodage et les méthodes de surveillance et d'affichage et de représentation des données, de manière qu’elles puissent être agrégées et comparées au sein d'une même base de données et entre bases différentes.
- favoriser la création de corpus homogènes, clairs et précis de métadonnées, ce qui nécessite une coopération entre gestionnaires de bases de données.
- permettre aux chercheurs un meilleur accès aux statistiques sociodémographiques et portant sur des facteurs individuels (tels que consommation d’alcool, de tabac, exposition à la pollution induite par les transports, histoire résidentielle et professionnelle, etc.) ; ceci aux échelles spatiotemporelles adaptées (par exemple en France, au minimum à l'échelle des « IRIS » ou mieux à ces échelles comparables avec celle d'autres pays européens, ou à celle de l'OMS).